# Liste der Herrscher namens Joseph
Joseph oder auch Josef hießen folgende Herrscher:

## Joseph I./II.
- Joseph I. (HRR), Kaiser (1705–1711)
- Joseph I. (Portugal), König (1750–1777)
- Joseph II. (HRR), Kaiser (1765–1790)

## Joseph + weitere Namen
- Josef Johann Adam (Liechtenstein), Fürst (1721–1732)
- Josef Wenzel I. (Liechtenstein), Fürst (1712–1718, 1732–1745, 1748–1772)
- Joseph Bonaparte, König von Neapel (1806–1808), König von Spanien (1808–1813)
- Joseph Friedrich Ernst (Hohenzollern-Sigmaringen), Fürst (1715–1769)
- Joseph Carl Leopold Friedrich Ludwig (Ortenburg), Reichsgraf (1787–1805)
- Joseph II. Esterhazy de Galantha, Bane von Kroatien (1733–1741)

## Kirchliche Herrscher
- Joseph I. Galesiotes, Ökumenischer Patriarch von Konstantinopel (1267–1275)
- Joseph II. (Konstantinopel), Ökumenischer Patriarch von Konstantinopel (1416–1439)
- Joseph I. (Chaldäisch-katholischer Patriarch) (1647–1707)
- Joseph II. (Chaldäisch-katholischer Patriarch) (1667–1712)
- Joseph III. (Chaldäisch-katholischer Patriarch) (1683–1757)
- Joseph IV. (Chaldäisch-katholischer Patriarch) (1734–1796)
- Joseph V. (Chaldäisch-katholischer Patriarch) (1762–1827)
- Joseph I. (Patriarch von Antiochien) (* 1946), von 2017 bis heute Oberhaupt der melkitisch griechisch-katholischen Kirche
- Josef I. (Exarch) (1840–1915)
- Joseph Clemens von Bayern, Kurfürst und Erzbischof von Köln (1688–1706) und (1688–1723)
- Joseph von Verona († 764), 3. Bischof von Freising (747/748–764)

## Nichtregenten
- Joseph Ferdinand von Bayern, bayerischer Prinz